# 94.º Regimiento Aéreo
El 94.º Regimiento Aéreo (94. Flieger-Regiment) fue una unidad de la Luftwaffe de la Alemania nazi.

## Historia
Fue formado en octubre de 1943 en Auxerre:
- Plana Mayor/94.º Regimiento Aéreo en Auxerre (Nuevo)
- I Batallón/94.º Regimiento Aéreo en Auxerre desde el IV Batallón/32.º Regimiento Aéreo

Trasladado a Friedrichshafen en julio de 1944.
En enero de 1945 es renombrado como 3º Batallón de Instrucción de la Fuerza Aérea (OB).

## Comandantes
- Coronel Hasso Hemmer - (15 de febrero de 1944 - junio de 1944)